# Communauté rurale de Médinatoul Salam 2
La communauté rurale de Médinatoul Salam 2 est une communauté rurale du Sénégal située au centre du pays. 
Elle fait partie de l'arrondissement de Katakel, du département de Kaffrine et de la région de Kaffrine.